# Myšenec
Myšenec je vesnice a část města Protivín v okrese Písek v Jihočeském kraji. Nachází se asi dva kilometry severně od Protivína u řeky Blanice.

## Historie
První písemná zmínka o vesnici pochází z roku 1331.

## Obyvatelstvo
| Rok            | 1869 | 1880 | 1890 | 1900 | 1910 | 1921 | 1930 | 1950 | 1961 | 1970 | 1980 | 1991 | 2001 | 2011 | 2021 |
| -------------- | ---- | ---- | ---- | ---- | ---- | ---- | ---- | ---- | ---- | ---- | ---- | ---- | ---- | ---- | ---- |
| Počet obyvatel | 194  | 219  | 222  | 264  | 276  | 310  | 342  | 254  | 256  | 224  | 241  | 230  | 211  | 225  | 250  |
| Počet domů     | 31   | 34   | 35   | 38   | 43   | 50   | 61   | 64   | 60   | 63   | 69   | 74   | 80   | 84   | 97   |

## Obecní správa
Při sčítání lidu v letech 1850–1984 Myšenec byl samostatnou obcí, se kterým patřil nejprve do okresu Písek, ale v roce 1950 v okrese Vodňany a od roku 1960 opět v okrese Písek. Od 1. ledna 1985 je částí města Protivín v okrese Písek. V letech 1850–1881 k obci patřily Tálín a Žďár a v letech 1850–1879 a v letech 1961–1984 také Maletice a Selibov.

## Pamětihodnosti

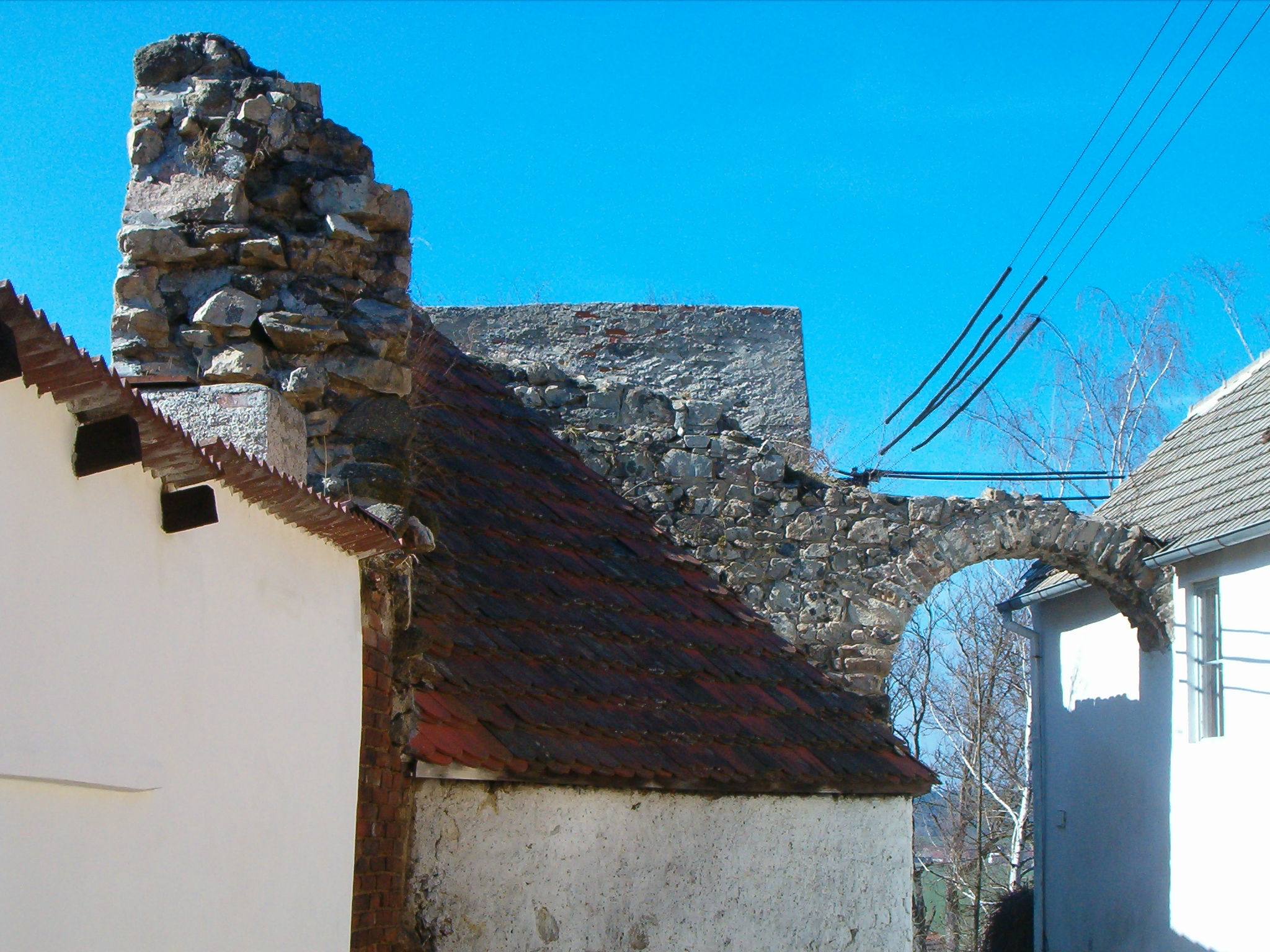
Zbytky myšeneckého hradu

- Pozůstatky hradu – mezi domy čp. 54 a 8 jsou dodnes vidět zbytky zdí a oblouk brány bývalého gotického hradu, který zde ve 13. století založil Přemysl Otakar II.
- Kostel svatého Havla pochází asi ze šedesátých nebo sedmdesátých let 13. století.[7] Na místě sakristie původně stával románský kostelík s apsidou. Na stěnách a na klenbě sakristie jsou raně gotické fresky z let 1340–1350. Přes následné rekonstrukce, z nichž největší proběhla v sedmdesátých letech 19. století, si kostel zachovává svůj gotický charakter.[3]
- U silnice od Písku stojí výklenková zasvěcená svatému Janu Nepomuckému.[8]
- Nedaleko domu čp. 29 se nachází přírodní památka Myšenecká slunce, kde je možno pozorovat velké shluky turmalínů.

## Galerie

Galerie
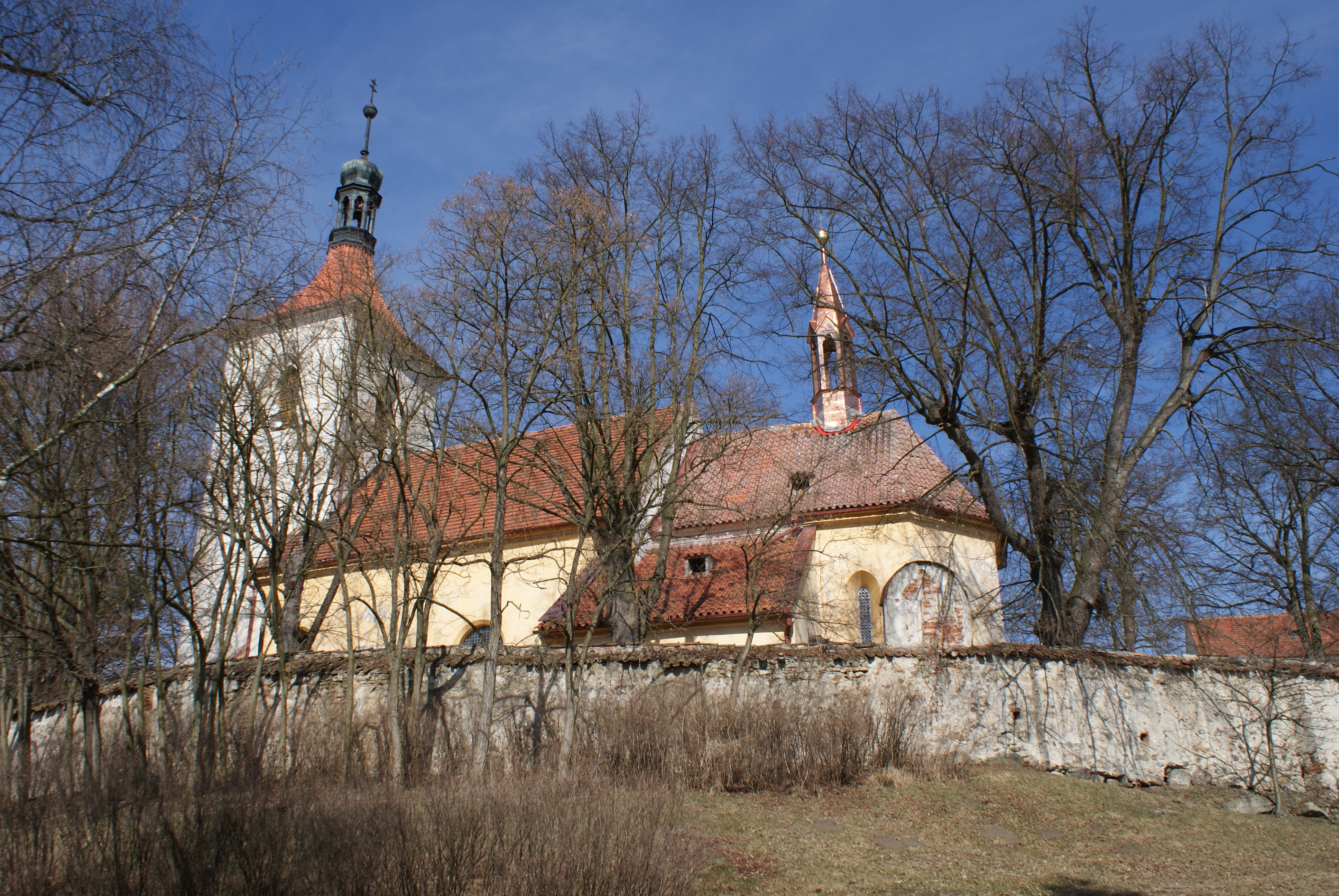
Kostel
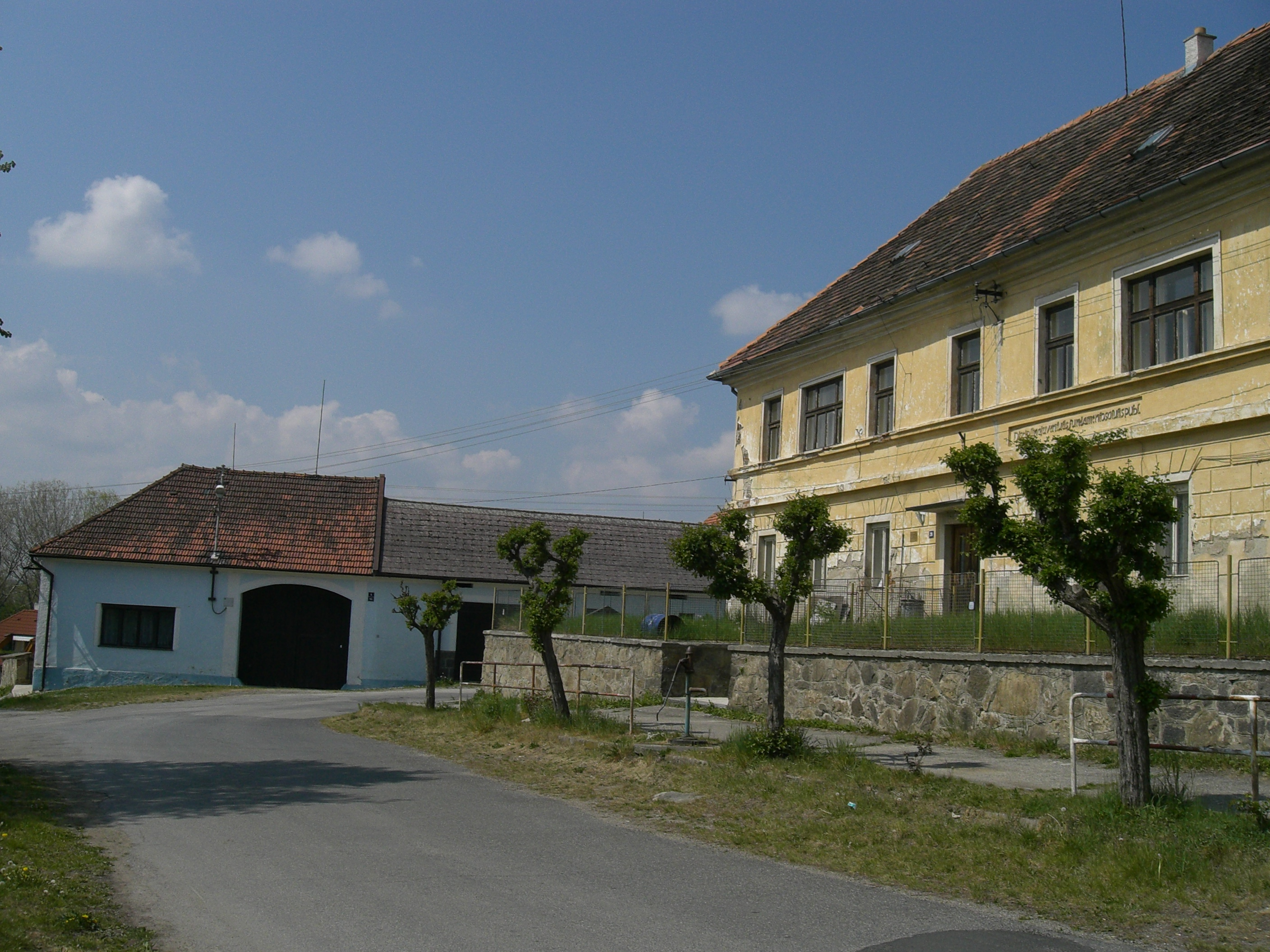
Domy
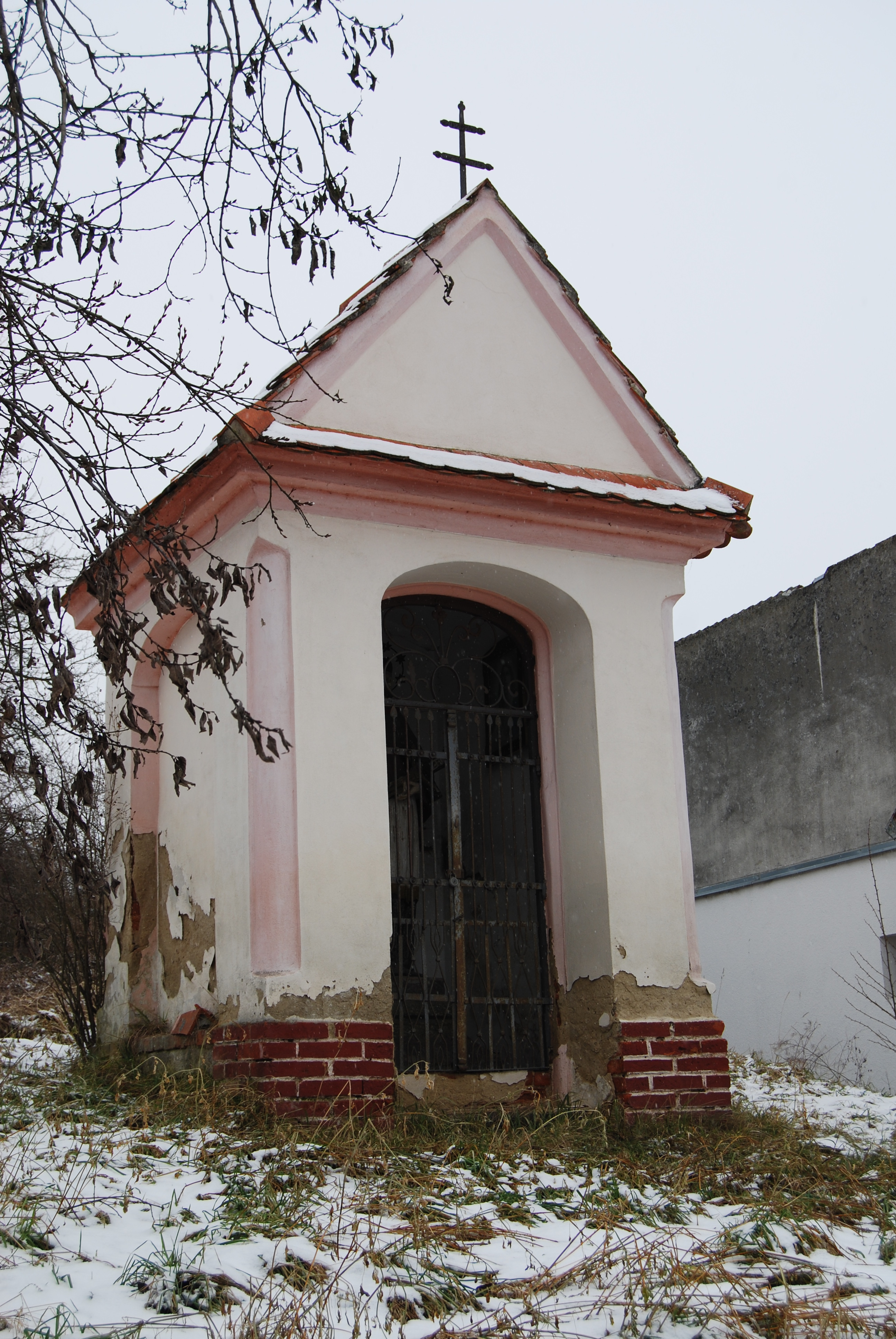
Kaplička
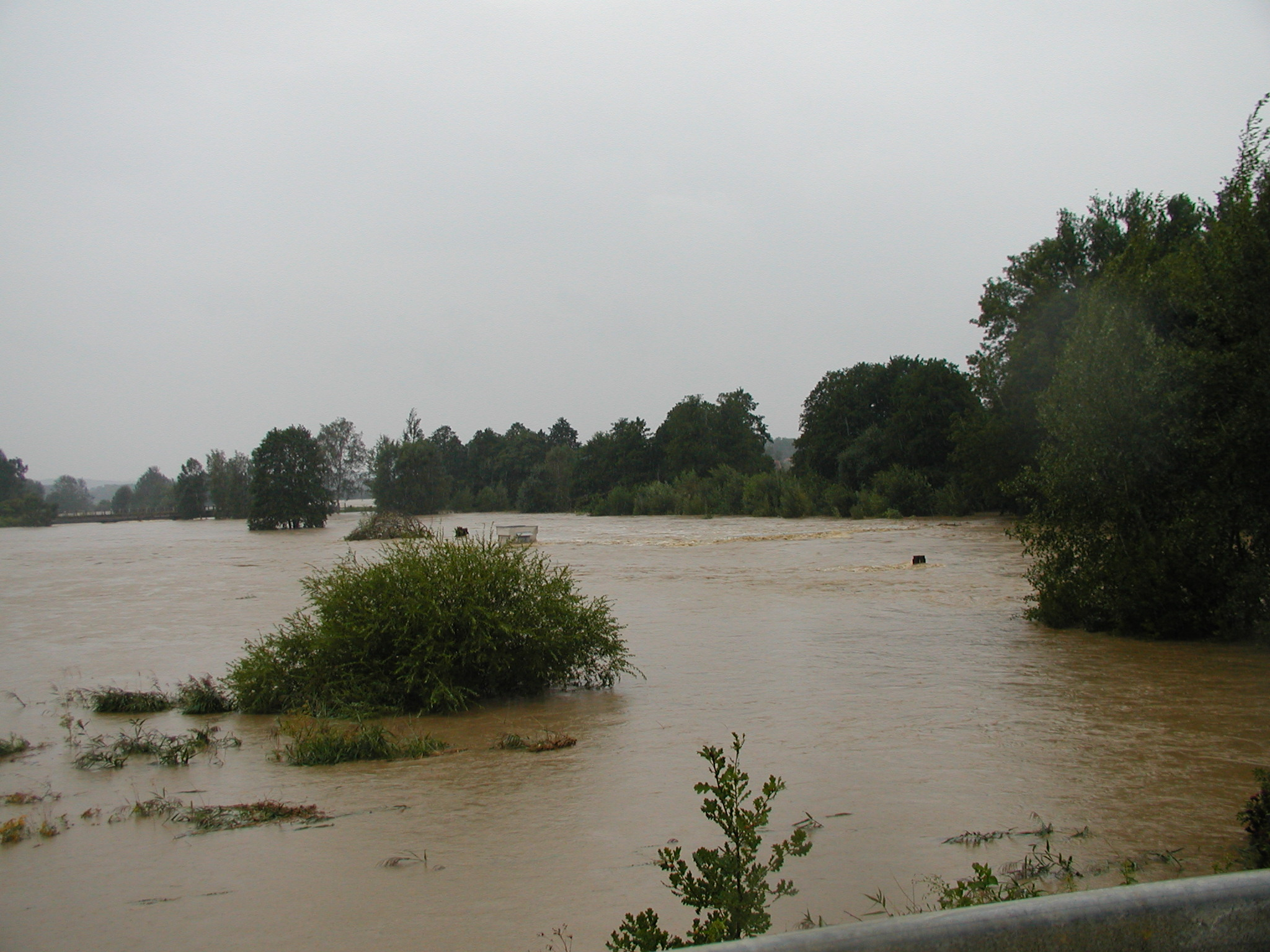
Rozvodněná Blanice
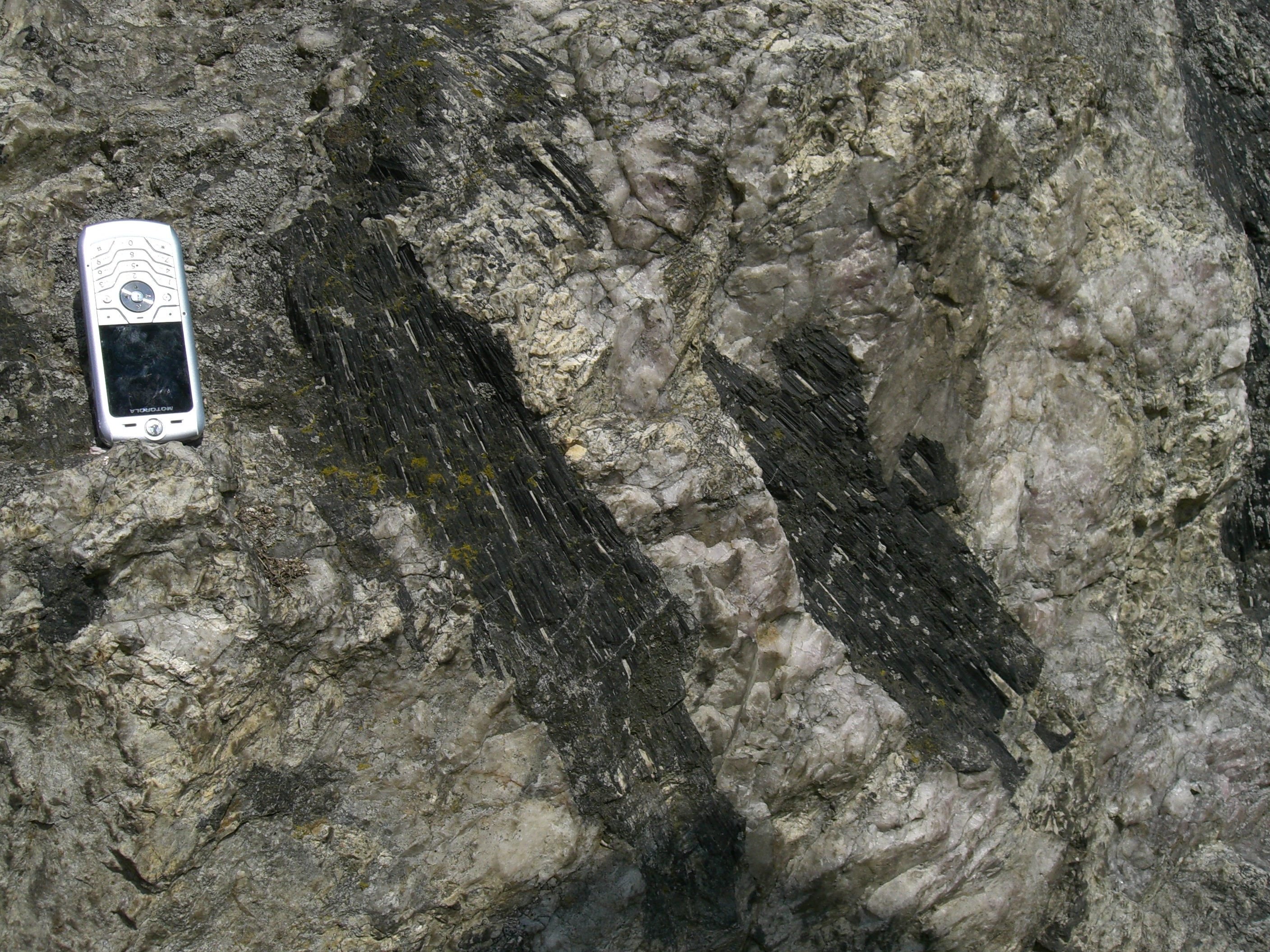
Myšenecká slunce